# Canal de Sicile
Le canal de Sicile ou canal du cap Bon, est un bras de mer situé en mer Méditerranée entre la Sicile et la Tunisie. Sa limite occidentale met fin à la Méditerranée occidentale et marque le début de la Méditerranée orientale, cette dernière comprenant le détroit dans sa totalité.

## Toponymie
En français, le détroit est également connu sous le nom de « canal du cap Bon » ou encore « canal de Kélibia », en référence respectivement à la péninsule du cap Bon qui ferme la partie occidentale du canal et à la ville voisine de Kélibia.
En anglais, le canal de Sicile est appelé Strait of Sicily (« détroit de Sicile » en français), le toponyme de langue anglaise étant aussi préféré sur le plan international. Quant aux Italiens, ils utilisent naturellement stretto di Sicilia. 

## Géographie
Depuis Petrosino, entre Mazara del Vallo et Marsala, jusqu'au phare du cap Bon, près d'El Haouaria, le canal est large de 143,7 kilomètres, soit sa plus petite dimension. Sa longueur maximale est de 403 kilomètres. L'île italienne de Pantelleria se situe dans l'Ouest du canal, à 71 kilomètres au large de la péninsule du cap Bon. Au sud-est se trouvent les îles de Malte et Gozo,  à 88 kilomètres de la Sicile dont elles sont séparées par le canal de Malte. Le détroit abrite au sud les îles Pélages (et parmi elles l'île de Lampedusa), situées à 153 kilomètres à l'est-nord-est de Chebba, sur la côte tunisienne. Au large de Monastir se trouvent les îles Kuriat et Conigliera.

## Limites maritimes
Dans la quatrième édition (2002) de son document S-23 « Limites des océans et des mers », l'Organisation hydrographique internationale propose de définir les limites du canal de Sicile de la façon suivante :
Note : cette édition n'ayant pas été approuvée à la majorité, les limites sont uniquement données à titre de renseignement.
- Au nord : une ligne en direction du nord-est joignant le cap Bon (37° 05′ 19″ N, 11° 02′ 06″ E), l'extrémité nord-est de la Tunisie, au cap Lilibeo (37° 48′ 07″ N, 12° 25′ 28″ E), la pointe occidentale de la Sicile et de là, en direction du sud-est le long de la côte sud de la Sicile jusqu'au cap Passero.
- À l'est : une ligne en direction du sud joignant le capo Passero (36° 41′ 20″ N, 15° 09′ 00″ E), l'extrémité sud-ouest de la Sicile, et le long du méridien 15°09'E, à la position 35° 14′ 00″ N, 15° 09′ 00″ E, sur le plateau.
- Au sud : une ligne en direction de l'ouest, joignant cette position, le long du parallèle 35°14'N, au ras Kaboudia (35° 14′ 00″ N, 11° 09′ 35″ E), sur la côte occidentale de Tunisie.
- À l'ouest : depuis le ras Kaboudia, en direction du nord et en suivant la côte occidentale de Tunisie jusqu'au cap Bon (37° 05′ 19″ N, 11° 02′ 06″ E).

Cette définition tient compte de la réalité géologique : si la côte tunisienne est orientée nord-sud, il n'en va pas de même de la plaque africaine à cet endroit, cassée par un rift sous-marin nord-ouest/sud-est. Ainsi, la plate-forme continentale africaine est ici parallèle aux côtes méridionales siciliennes. Quant au canal de Malte, il est défini géopolitiquement comme une partie du canal de Sicile afin d'intégrer toutes les eaux territoriales italiennes.

## Géologie
Le canal de Sicile est un rift dû à une extension sud-ouest/nord-est de la plaque africaine durant le Pliocène et le Pléistocène.

## Migrations humaines récentes
Selon l'association Fortress Europe, basée en Italie, plus de 12 000 migrants ont trouvé la mort et près de 5 000 sont portés disparus, entre 1988 et 2008, en tentant de traverser la Méditerranée, depuis le continent africain, dans la zone du canal de Sicile.